# Pfarrkirche
Eine Pfarrkirche oder Parochialkirche (lateinisch ecclesia par(r)ochialis, auch pa(r)rocialis oder pa(r)roecialis) ist im Christentum die Hauptkirche einer Kirchengemeinde (= Parochie, von lat. parochia).

## Katholische Kirche
Nach can. 216 CIC/17 war die Pfarrkirche in der katholischen Kirche neben Pfarrangehörigen und Pfarrer Bestandteil der Pfarrei. Vermögensträger war die Kirchenstiftung als juristische Person. Jede Pfarrei musste eine Pfarrkirche haben.
Nach dem CIC von 1983 sind (theoretisch) auch Pfarreien ohne Pfarrkirche möglich. Träger der Pfarrkirche ist nach dem neuen Recht allein die Pfarrei, die nun selbst juristische Person ist, wobei bestehende Kirchenstiftungen nach 4 CIC CIC/83 bestehen bleiben.
Die Pfarrkirche ist der Ort, an dem sich die Gläubigen bevorzugt zum Gottesdienst versammeln und Eucharistie feiern. Obwohl gegenwärtig kein Pfarrzwang mehr besteht, sollen laut Empfehlung in 857, § 2  CIC nach wie vor Taufen von Erwachsenen in ihrer Pfarrkirche, Taufen von Kindern in der Pfarrkirche ihrer Eltern stattfinden. In jeder Pfarrkirche muss daher ein Taufbecken vorhanden sein (858, § 1  CIC). Auch sollen Eheschließung (1118  CIC) und Exsequien (1177  CIC) grundsätzlich in der Pfarrkirche der Betreffenden gefeiert werden.
Nach 934, § 1  CIC ist in Pfarrkirchen die Eucharistie ständig aufzubewahren.
Pfarrkirchen dürfen wie alle anderen Kirchen nur mit Erlaubnis des Diözesanbischofs errichtet werden (1215, § 1  CIC). Nach Abschluss der Bauarbeiten sind sie in feierlichem Ritus zu weihen (1217, § 2  CIC).

## Evangelische Kirche
In den evangelischen Kirchen ist die Pfarrkirche das zu gottesdienstlichen Zwecken gewidmete Kirchengebäude einer Kirchengemeinde. In neueren Rechtstexten kommt Pfarrkirche als Begriff seltener vor, als es in älteren Rechtsordnungen der Fall war. Von Bedeutung ist der rechtliche Bezug der Pfarrkirche zum Pfarramt, das in fast jeder Kirchengemeinde besteht. Es gibt jedoch auch Kirchengemeinden, die kein eigenes Pfarramt haben. Eine solche Kirchengemeinde wird vom Pfarramt einer Nachbarkirchengemeinde mitbetreut. Das Pfarramt verfügt zusammen mit dem Kirchengemeinderat über den stiftungsgemäßen Zweck der Pfarrkirche, die den öffentlichen Raum für die Verkündigung und die Sakramentenspendung darstellt.

## Öffentliches Recht
Pfarrkirchen der öffentlich-rechtlichen Religionsgemeinschaften sind nach dem Staatskirchenrecht der Bundesrepublik Deutschland als öffentliche Sachen anzusehen und von der Rechtsordnung besonders geschützt. In Österreich können diese Bauwerke ebenso wie die anderen religiösen Einrichtungen in Bezug auf den Denkmalschutz generell geschützt sein, z. B. durch Verordnung des Bundesdenkmalamtes gem. § 2a Denkmalschutzgesetz.
Die Pfarrkirche muss kein eigenes Grundstück haben, sie kann als juristische Person eigenständig Rechte besitzen und damit auch ein Kirchengebäude benützen, dessen Eigentümer eine andere Person ist, z. B. die Kapelle eines Schlosses. Das kann im Grundbuch durch die Belastung des Schlossbesitzes mit einer Dienstbarkeit verankert sein.